# Samuel Conrad Flodin
Samuel Conrad Flodin, född 25 september 1726 i Lommaryds socken, död 9 juni 1800 i Stockholm, var en svensk jurist.
Samuel Conrad Flodin var son till kyrkoherden Samuel Flodin. Han var först elev vid Linköpings läroverk. 1745 blev han student vid Lunds universitet och 1748 vid Uppsala universitet, där han samma år avlade en juridisk examen. Han studerade därefter i utlandet bland annat i Göttingen 1749-1750. 1753 blev Flodin auskultant i Svea hovrätt, 1756 vid rådhus- och kämnärsrätterna i Stockholm och 1757 extraordinarie notarie vid Norrmalms kämnärsrätt. 1759 blev han förste brottmålsnotarie där, 1761 civilnotarie och 1770 primariekämnär. Flodin var även rådhusnotarie från 1758, från 1767 andre rådhusnotarie och 1769 förste rådhusnotarie, och blev 1774 rådman. 1775 blev han preses i Norrmalms östra kämnärsrätt och 1786 ledamot av justitiekollegium. Flodin erhöll 1791 borgmästares namn, heder och värdighet. 1796 erhöll han avsked från rådmansbefattningen med bibehållen lön. Från 1786 var Flodin medlem av Uppfostringssällskapet.